# كيم يون
كيم يون هو لاعب هوكي الحقل كوري الجنوبي، ولد في 14 أبريل 1974.

## وصلات خارجية
- كيم يون على موقع أوليمبيديا (الإنجليزية)